# سلبه
سلبه (به عربی: سلبة) یک ناحیه در یمن است که در استان حجه واقع شده‌است. سلبه ۹۴۵ نفر جمعیت دارد.